# Harpagofututor volsellorhinus
L'arpagofututor (Harpagofututor volsellorhinus) è un enigmatico pesce estinto, affine agli olocefali e vissuto nel Carbonifero medio (Mississippiano, circa 340 milioni di anni fa). I suoi resti sono stati ritrovati nel giacimento di Bear Gulch, in Montana.

## Descrizione
Lungo una ventina di centimetri, questo animale aveva un corpo simile a quello di un'anguilla; la pinna dorsale era bassa e molto lunga, mentre le pinne pettorali erano lobate e a forma di pagaia. Come in molti pesci anguilliformi, il nuoto doveva essere lento e manovrato, e avveniva grazie a ondulazioni delle pinne dorsali e pettorali; la fuga, probabilmente, era prodotta da un veloce movimento dell'intero corpo. L'arpagofututor non possedeva squame di alcun tipo.

### Dimorfismo sessuale
I maschi possedevano un paio di bizzarre strutture, a forma di chela di granchio, che si articolavano con la parte anteriore della scatola cranica; queste strutture erano carnose, muscolose e dotate di denticoli. Probabilmente non erano solo ornamentali, ma rivestivano un qualche tipo di utilità; forse erano usate per trattenere la femmina o come display contro altri maschi. Il più stretto parente di Harpagofututor, la forma scozzese Chondrenchelys problematica, è sprovvista di tali strutture ma i maschi possedevano pinne pettorali ingrandite e irrigidite, forse per analoghi utilizzi come display.

## Parentele

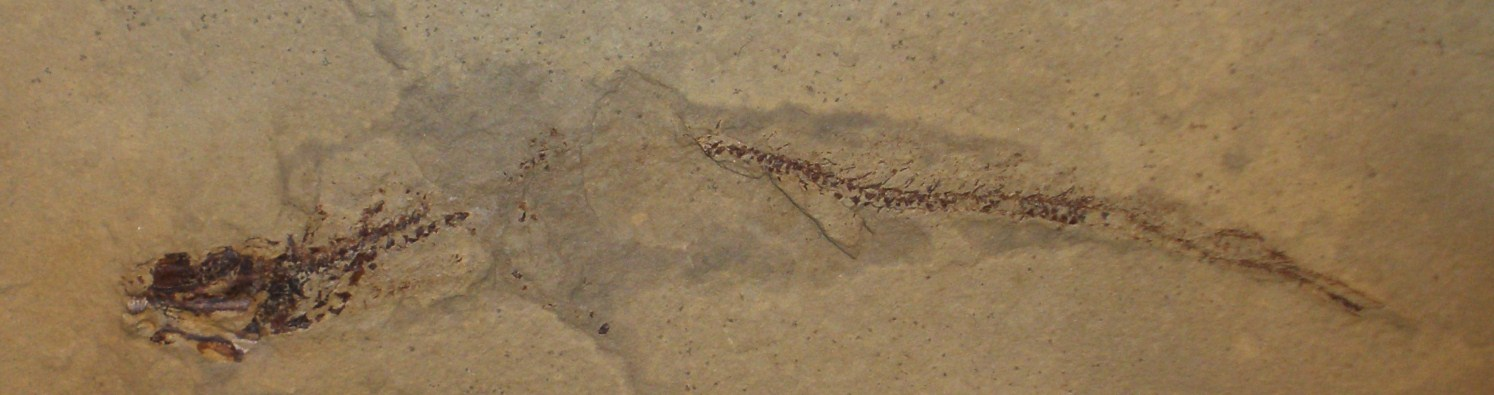
Fossile di Harpagofututor

Harpagofututor e Chondrenchelys costituiscono il piccolo gruppo dei Chondrenchelyida; si ritiene che questi animali anguilliformi fossero strettamente imparentati con i cocliodonti (Cochliodonta) e, più alla lontana, con le attuali chimere (Chimaera monstrosa). In ogni caso i condrenchelidi erano tipici rappresentanti della radiazione evolutiva dei pesci cartilaginei avvenuta nel corso del Carbonifero.